# Emile Muller
Emile Muller was een Belgische atleet, die gespecialiseerd was in het speerwerpen. Hij nam eenmaal deel aan de Olympische Spelen en werd tweemaal Belgisch kampioen.

## Biografie
Muller werd in 1913 en 1914 Belgisch kampioen speerwerpen. In 1914 bracht hij tijdens de kampioenschappen het Belgisch record van Robert Spehl naar 41,90 m.
Tijdens de extra worpen na het Belgisch kampioenschap van 1920 bracht Muller het Belgisch record van Armand Van den Roye naar 44,21 m.  Hij nam in 1920 deel aan de Olympische Spelen van Antwerpen, waar hij werd uitgeschakeld in de kwalificaties van het speerwerpen.
Muller was aangesloten bij White Star Athletic Club.

## Belgische kampioenschappen
| Onderdeel   | Jaar       |
| ----------- | ---------- |
| speerwerpen | 1913, 1914 |

## Persoonlijk record
| Onderdeel   | Prestatie       | Datum        | Plaats    |
| ----------- | --------------- | ------------ | --------- |
| speerwerpen | 44,21 m (ex-NR) | 27 juni 1920 | Antwerpen |

## Palmares
speerwerpen
- 1913:  BK AC - 37,03 m
- 1914:  BK AC - 41,90 m
- 1920:  BK AC - 42,00 m
- 1920: 20e in kwal. OS in Antwerpen - 40,24 m
- 1922:  BK AC - 41,60 m
- 1923:  BK AC - 38,90 m